# دومينغو بوتشي
دومينغو بوتشي (بالإسبانية: Domingo Bucci)‏ هو مهندس أرجنتيني، ولد في 1894، وتوفي في 1933.